# Phyllodactylus pumilius
Phyllodactylus pumilius este o specie de șopârle din genul Phyllodactylus, familia Gekkonidae, descrisă de Hugh Neville Dixon și Huey 1970. Conform Catalogue of Life specia Phyllodactylus pumilius nu are subspecii cunoscute.